# In Amenas
In Amenas (en árabe: إن أمناس‎ ) es una comuna localizada al sureste de Argelia, cerca de la frontera con Libia. La comuna tiene unos 5 000 habitantes.
La principal actividad del pueblo es la producción de gas natural. 
In Amenas es el punto de inicio del oleoducto In Amenas-Haoud El Hamra y el gasoducto In Amenas - Hassi Messaoud.